# Copa Providencia BCI
Il Copa Providencia BCI è un torneo professionistico di tennis giocato su campi in terra rossa. Fa parte dell'ITF Women's Circuit. Si gioca annualmente a Santiago in Cile.

## Albo d'oro

### Singolare
| Anno | Campionessa          | Finalista      | Punteggio     |
| ---- | -------------------- | -------------- | ------------- |
| 2011 | Verónica Cepede Royg | Mailen Auroux  | 6–0, 1–6, 6–3 |
| 2012 | Non disputato        |                |               |
| 2013 | Verónica Cepede Royg | María Irigoyen | 6–3, 6–4      |

### Doppio
| Anno | Campionesse                         | Finaliste                           | Punteggio        |
| ---- | ----------------------------------- | ----------------------------------- | ---------------- |
| 2011 | Inés Ferrer Suárez Richèl Hogenkamp | Mailen Auroux María Irigoyen        | 6–4, 3–6, [10–5] |
| 2012 | Non disputato                       |                                     |                  |
| 2013 | Verónica Cepede Royg María Irigoyen | Cecilia Costa Melgar Daniela Seguel | 2–6, 6–4, [10–5] |